# Bust-A-Move '99
Bust-A-Move '99 (també conegut com a Bust-A-Move 3 i Bust-A-Move 3 DX) és un videojoc de trencaclosques amb estil arcade fet per Acclaim Entertainment (en el qual hi ha vuit personatges dels videojocs de Taito), i va ser llançat per Nintendo 64, Sony PlayStation, Sega Dreamcast, ordinador, o Game Boy Color.

## Llista de personatges
- Bub and Bob
- Jack
- Luna Luna
- Marina
- Musashi
- Prettio
- Sonic Blast Man
- Twinkle